# 食部
食部（）は、漢字を部首により分類したグループの一つ。
康熙字典214部首では184番目に置かれる（9画の9番目、戌集の18番目）。

## 概要
「食」字は食べること、または食物を意味する。
小篆については『説文解字』が穀物の香りを意味する「皀」と音を表す「亼」の形声文字とするが、甲骨文字など古文字を見ると、食物が盛られた器（皀）の上に三角形の記号（亼）がある形であり、この三角形が「口」の変形で食べることを表しているとする説や食器の蓋を表しているとする説などがある。
食物のうち特に飯を表すときはシ (sì) と発音された。
例えば、清貧に安んずることを表す「簞食瓢飲（たんしひょういん：竹の器に盛った飯とひさごに入れた水の意）」という熟語がある。
その他、太陽や月が欠ける現象を表したが、後にこの意味には「蝕」字が使われるようになった。
またシ (sì) という字音では食わせる、養うといった意味がある。
偏旁の意符としては食物や飲食に関することを示す。その形体は偏の位置にあるときには「蝕」や「飾」のように変形する（下記参照）。
食部はこのような意符を構成要素に持つ漢字を収める。

## 字体のデザイン差

### 3画目
「食」字の3画目は時代・地域によって差異が見られる。
印刷体（明朝体）において『康熙字典』はこれを短い横画とし、台湾の国字標準字体・香港の常用字字形表もこれに従う。一方、中国の新字形では点画とし、日本の新字体ではこれを短い縦画としている（ただし、表外漢字については康熙字典に従っている）。

### 食偏の終端部
偏の位置にある「食」の下部分は時代・地域によって標準字体のデザインに差異がある。
印刷体（明朝体）のうち『康熙字典』は「𩙿」のように縦画から出た2本の横画とする。一方、日本の新字体・中国の新字形・台湾の国字標準字体・香港の常用字字形表は「飠」のように縦画からの撥ねに点画の形にしている。
なお日本の表外漢字は基本的に康熙字典に従うとされたので康熙字典に従い「𩙿」とするが、「飠」形もいわゆる三部首許容として許容字体とされている。
JIS X 0208では原則としてこの二つの字形の食偏は包摂されるが、「飲」と「飮」のみ選定時の手違いにより分離されて別のコードポイントが与えられてしまっている。UnicodeのCJK統合漢字でも原則として包摂するが、原規格分離規則により「飲」と「飮」は区別されている。
筆記体（楷書）では伝統的に「飠」の様な縦画からの撥ねに点画の形である。
また中国の簡体字は「飠」を「饣」のように簡略化している。 

## 部首の通称
- 日本：しょく、しょくへん
- 中国：食字旁・食字底
- 韓国：밥식부（bap sik bu、めしの食部）
- 英米：Radical eat

## 部首字
食
- 中古音
  - 広韻 - 1.乗力切、職韻、入声 2.（集韻）祥吏切、志韻、去声
  - 詩韻 - 1.職韻、入声 2.寘韻
  - 三十六字母 - 1.牀母三等 2.邪母
- 現代音
  - 普通話 - ピンイン：1.shí 2.sì 注音：1.ㄕˊ 2.ㄙˋ ウェード式：1.shi2 2.ssu4
  - 広東語 - 1.Jyutping:sik6 イェール式:sik6 2.Jyutping:zi6 イェール式:ji6
- 日本語 - 1.音：ショク（漢音）・ジキ（呉音） 訓  くう・たべる 2.音読み：シ（漢音・呉音）
- 朝鮮語 - 1.音：식(sik) 訓：밥（bap、めし） 2.音：사(sa) 訓：먹일（meogil、食わせる）

甲骨文
金文
大篆
小篆

## 例字
- 食
  - 2:飢、4:飲・飯、5:飼・飾・飽・飴、6:養・餌、7:餐・餓・餘（余→人部5）、8:館・餠（餅6）、13:饗
  - 蝕→虫部

### 最大画数
- 19:饠